# Caffè Romano
(Le sere d’estate in piazza e al bar, era una festa» di Pier Maria Rosso di San Secondo)

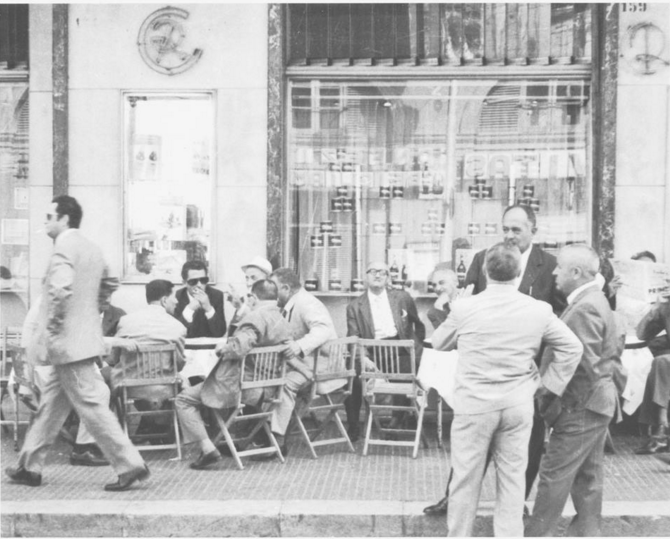
Tavolini all'aperto

Il caffè Romano o  bar Romano o Gran Caffè Romano è stato uno storico caffè della città di Caltanissetta, di proprietà del cavaliere Raimondo Romano detto Ramunnu in siciliano.

## Storia
Esso è stato un luogo simbolo della città nissena, insieme alla libreria Sciascia. Posto di fronte al Palazzo del Carmine, storica sede del Comune nisseno, nei suoi tavolini si sono seduti Leonardo Sciascia, Vitaliano Brancati, Pier Maria Rosso di San Secondo, Pompeo Colajanni, Giuseppe Granata, Giuseppe Alessi, il preside Luigi Monaco e tanti altri insieme all'intelligentia nissena tutta.
Ha operato ininterrottamente dal 1923 fino alla sua chiusura avvenuta nell'aprile del 2014. Nel settembre del 2000, dopo qualche tempo la morte di Romano, aveva cambiato gestione.
Conosciuto per i suoi dolci tipici della tradizione nissena come il rollò, il cannolo, i raffiolini o per la qualità dei gelati duri, dei torroni e tante altre produzioni.

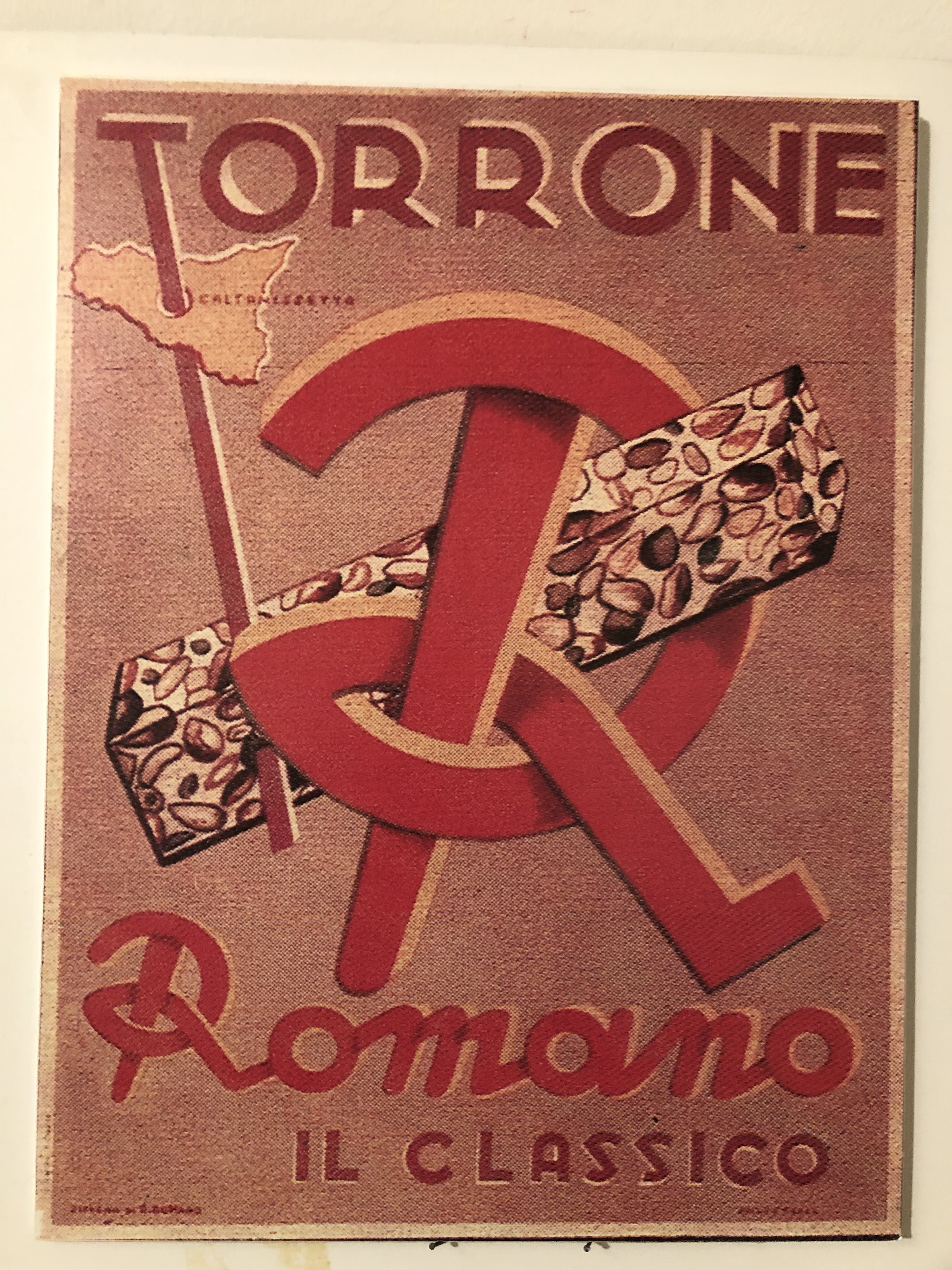
Storico logo e pubblicità della ditta Romano
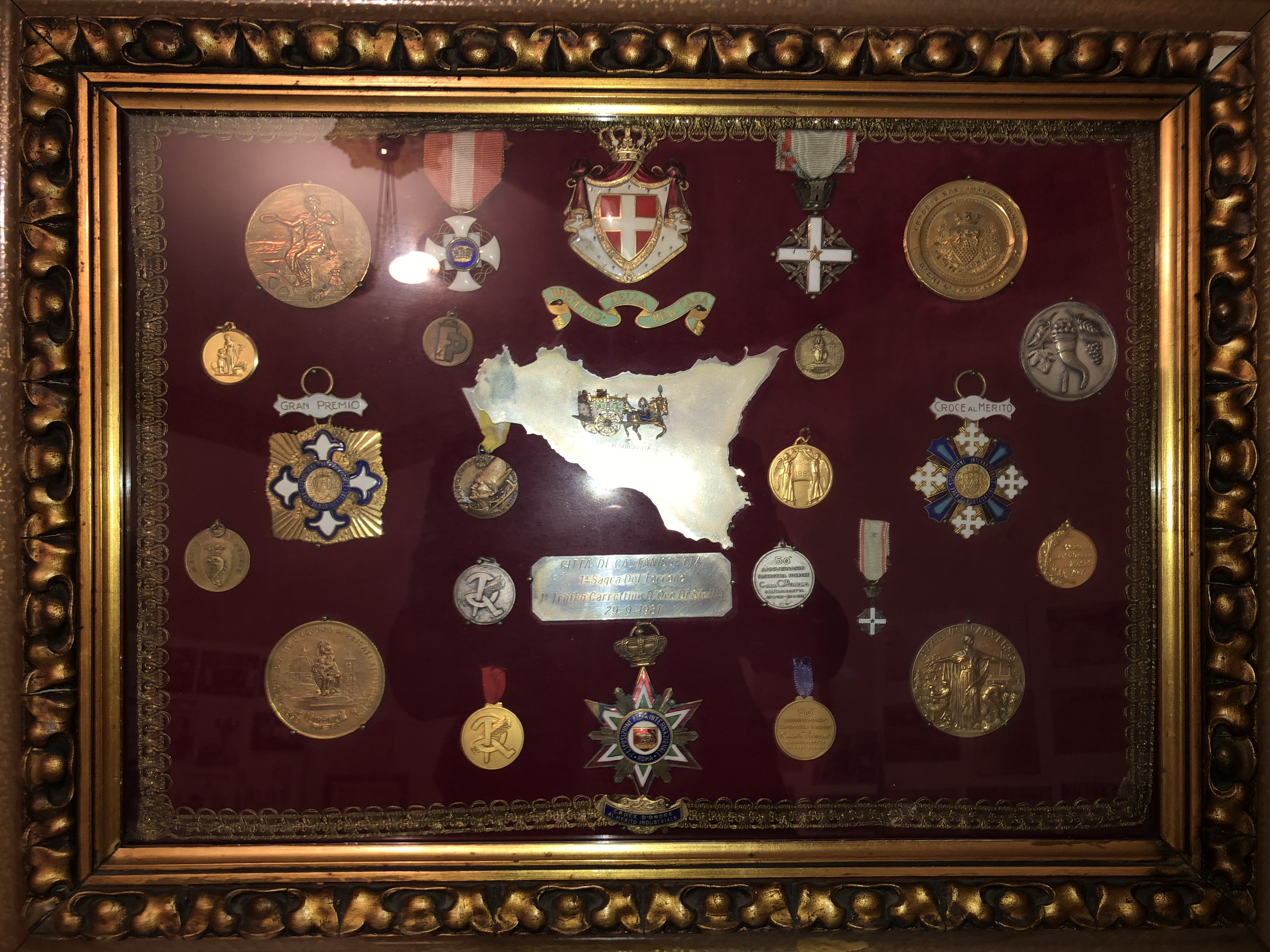
Raccolta di onorificenze
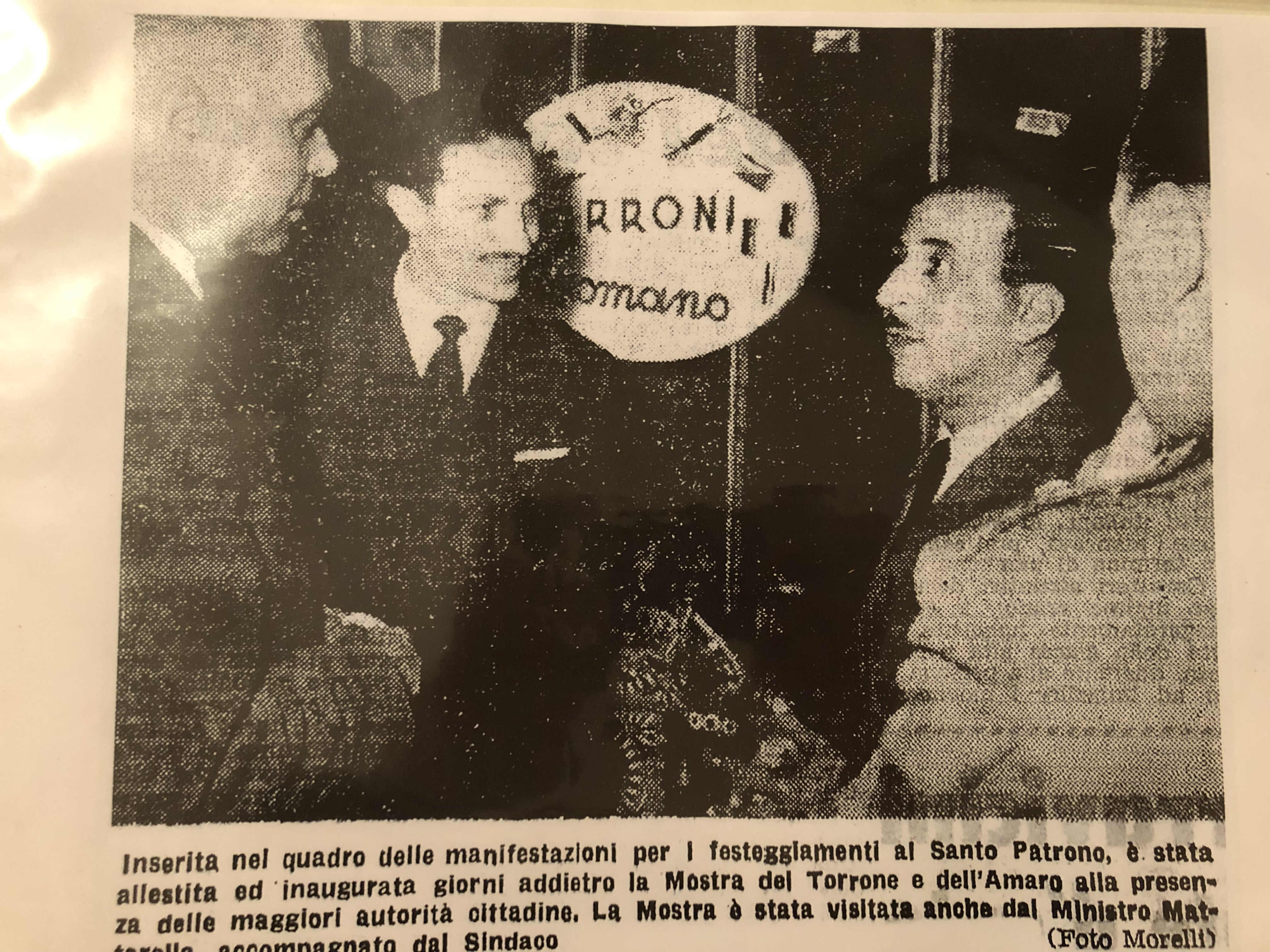
Il titolare R. Romano a destra nella foto, a sinistra il Ministro Bernardo Mattarella e il sindaco Calogero Traina